# LEGO バットマン3 ザ・ゲーム ゴッサムから宇宙へ
LEGO バットマン3 ザ・ゲーム ゴッサムから宇宙へ（Lego Batman 3: Beyond Gotham）は、2014年に製作されたレゴのゲームである。

## 登場キャラクター
- バットマン（声 - トロイ・ベイカー/山寺宏一）
- スーパーマン（声 - トラヴィス・ウィリン/花田光）
- ジョーカー（声 - クリストファー・コーリー・スミス/藤原啓治）
- ロビン（声 - チャーリー・シュラッター/小野塚貴志）
- ワンダーウーマン（声 - ローラ・ベイリー/安達まり）
- グリーンランタン（声 - ジョシュ・キートン/相馬幸人）
- フラッシュ（声 - チャーリー・シュラッター/佐藤拓也）